# Apache OpenOffice Writer
Apache OpenOffice Writer (OpenOffice.org Writer hasta diciembre de 2011) es un procesador de texto multiplataforma que forma parte del conjunto de aplicaciones de la suite ofimática Apache OpenOffice. Además de otros formatos estándar y ampliamente utilizados de documentos, puede abrir y grabar el formato propietario .doc de Microsoft Word casi en su totalidad. Puede exportar software y hardware.
La versión actual es la 3.4. Si bien la versión antigua estable 1.1.5 no tenía gran atractivo en cuanto a apariencia, las versiones 2.x (también descargables desde su página web) han mejorado, respecto a sus versiones anteriores, su interfaz, compatibilidad con otros formatos de archivo y la sencillez de su uso.
Puede proteger documentos con contraseña, guardar versiones del mismo documento, insertar imágenes, objetos OLE, admite firmas digitales, símbolos, fórmulas, tablas de cálculo, gráficos, hiperenlaces, marcadores, formularios, etc.
Writer es también un potente editor HTML tan fácil de usar como un documento de texto. Solo con entrar en el menú Ver y seleccionar "Diseño para internet" cambia el formato del cuadro de texto, asemejándose a una página web, que se puede editar de la misma forma que si fuera un procesador de textos. Con él también se pueden hacer etiquetas, así como tarjetas de presentación fácilmente, sin tener que modificar el formato de un documento de texto para ello. También tiene una galería de imágenes, texturas y botones. Y un gran servicio de ayuda.
Totalmente configurable, se puede modificar cualquier opción de página, botones, barras de herramientas y otras opciones de lenguaje, autocorrección, ortografía, etc.

## Formatos
A continuación se listan los formatos de documentos creados con Apache OpenOffice Writer en los que se puede escribir (22 formatos, con la versión antigua 3.0.1), además del formato PDF:
|    | Tipo                                        | Extensión |
| -- | ------------------------------------------- | --------- |
| 1  | Texto en formato OpenDocument               | .odt      |
| 2  | Plantilla de texto en formato OpenDocument  | .ott      |
| 3  | Documento de Apache OpenOffice 1.0          | .sxw      |
| 4  | Plantilla de documento de Apache OpenOffice | .stw      |
| 5  | Microsoft Word 97/2000/XP                   | .doc      |
| 6  | Microsoft Word 95                           | .doc      |
| 7  | Microsoft Word 6.0                          | .doc      |
| 8  | Rich Text Format                            | .rtf      |
| 9  | StarWriter 5.0                              | .sdw      |
| 10 | Plantilla de StarWriter 5.0                 | .vor      |
| 11 | StarWriter 4.0                              | .sdw      |
| 12 | Plantilla Stad Wroter 4.0                   | .vor      |
| 13 | StarWriter 3.0                              | .sdw      |
| 14 | Plantilla StarWriter                        | .vor      |
| 15 | Texto                                       | .txt      |
| 16 | Texto codificado                            | .txt      |
| 17 | Documento HTML (Apache OpenOffice Writer)   | .html     |
| 18 | AportisDoc (Palm)                           | .pdb      |
| 19 | DocBook                                     | .xml      |
| 20 | Microsoft Word 2003 XML                     | .xml      |
| 21 | Pocket Word                                 | .psw      |
| 22 | Unified Office Format text                  | .uot      |

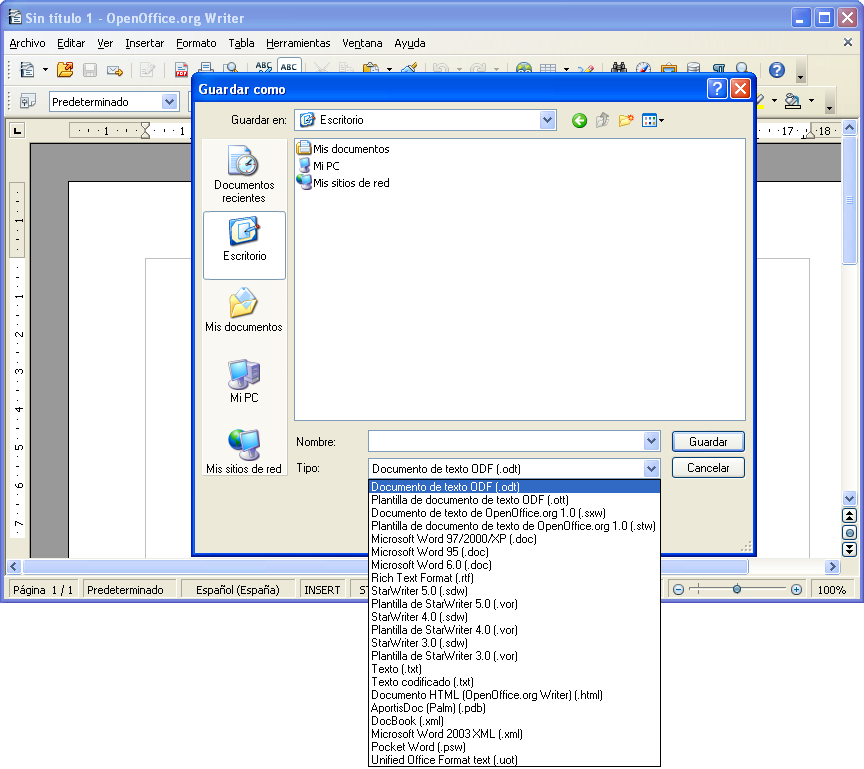
Formatos de guardado en la versión 3.0.1.

Existen también extensiones para abrir y escribir documentos en el formato docx (Word 2007).
Writer puede exportar además a cuatro tipos de documentos maestros:
1. Documento maestro en formato OpenDocument (.odm)
2. Documento maestro de OpenOffice (.sxg)
3. Documento maestro de StarWriter 4.0 y 3.0 (.sgl)
4. Texto codificado (Documento de Apache OpenOffice) (.txt)
5. El formato procesador de texto OpenOffice es 0.000.000.7.000.7

## Versiones
Writer, como componente de la suite ofimática de Apache OpenOffice, sigue el mismo sistema de versiones:
- Las versiones 1.0.x0
- Versión 2.0.xe

Disponible el 20 de octubre de 2007, que marcó la integración de muchas funciones y el rediseño de la interfaz. El formato de archivo ha cambiado, pasando por la odt sxw.
- Versión 3.0.x
- Versión 4.0.x (actual)

Formato por defecto de archivo XML estándar OASIS OpenDocument en su versión 1.2. También soporta el formato de archivo de Microsoft Office 2007 .docx para la lectura y la escritura.
Permite a la pantalla de visualización de varias páginas durante la edición, en formato de archivo de Office 2007.

## Apache OpenOffice
Apache OpenOffice, suite ofimática, incluye:
- Writer. Procesador de texto
- Calc. Planilla de cálculo
- Impress. Presentaciones y diapositivas
- Draw. Dibujo y gráficos
- Base. Administrador de base de datos
- Math. Editor de fórmulas matemáticas